# هیراکاوا، آئوموری
هیراکاوا، آئوموری از شهرهای استان آئوموری ژاپن است که جمعیت آن در ۱ ژانویه ۲۰۰۸۳۴٬۶۳۸ نفر بوده‌است.